# Суненфаа
Суненфаа або Праматта Сінгха (асам.: স্বৰ্গদেউ প্ৰমত্ত সিংহ) — цар Ахому від 1744 до 1751 року. Успадкував владу від свого старшого брата Сутанфаа. Його семирічне правління було мирним і сприятливим для економічного розвитку. Суненфаа збудував багато храмів та інших будівель. Найвідомішою будівлею часів його правління є Ранг Гхар, що вважається найстарішим амфітеатром Азії.